# Levänluhta

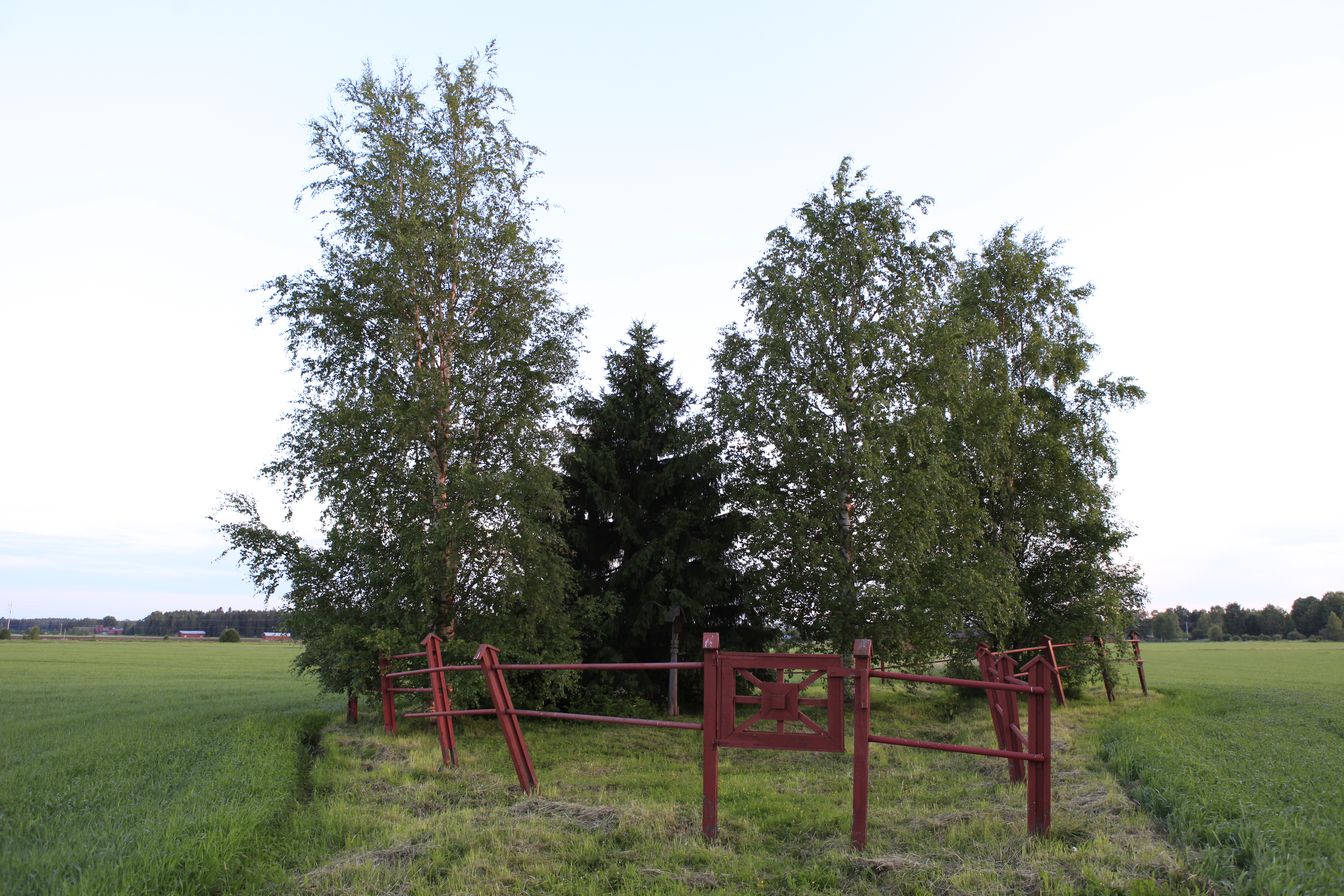
Levänluhta

Levänluhta är en källa i Orisberg i Storkyro i Finland.
Levänluhta omtalas så tidigt som 1674 i prästerskapets rapporter till Antikvitetskollegiet i Stockholm med orden "...thär Een hoph Meniskio been skall alla tijder wara sedth, och än sees." Uppgiften förefaller dock ha fallit i glömska, för när åkern dikades 1884 förorsakade de människoben som då påträffades stor uppståndelse. De äldsta benen härstammar enligt nya mätningar från 300-talet, de yngsta från slutet av 700-talet. Man har begravt inalles 98 individer i Levänluhta, främst kvinnor och barn. Enligt den nyaste tolkningen är platsen en begravningsplats för kvinnor som haft en särskild ställning i samhället baserad på sociala, ideologiska eller etniska orsaker.

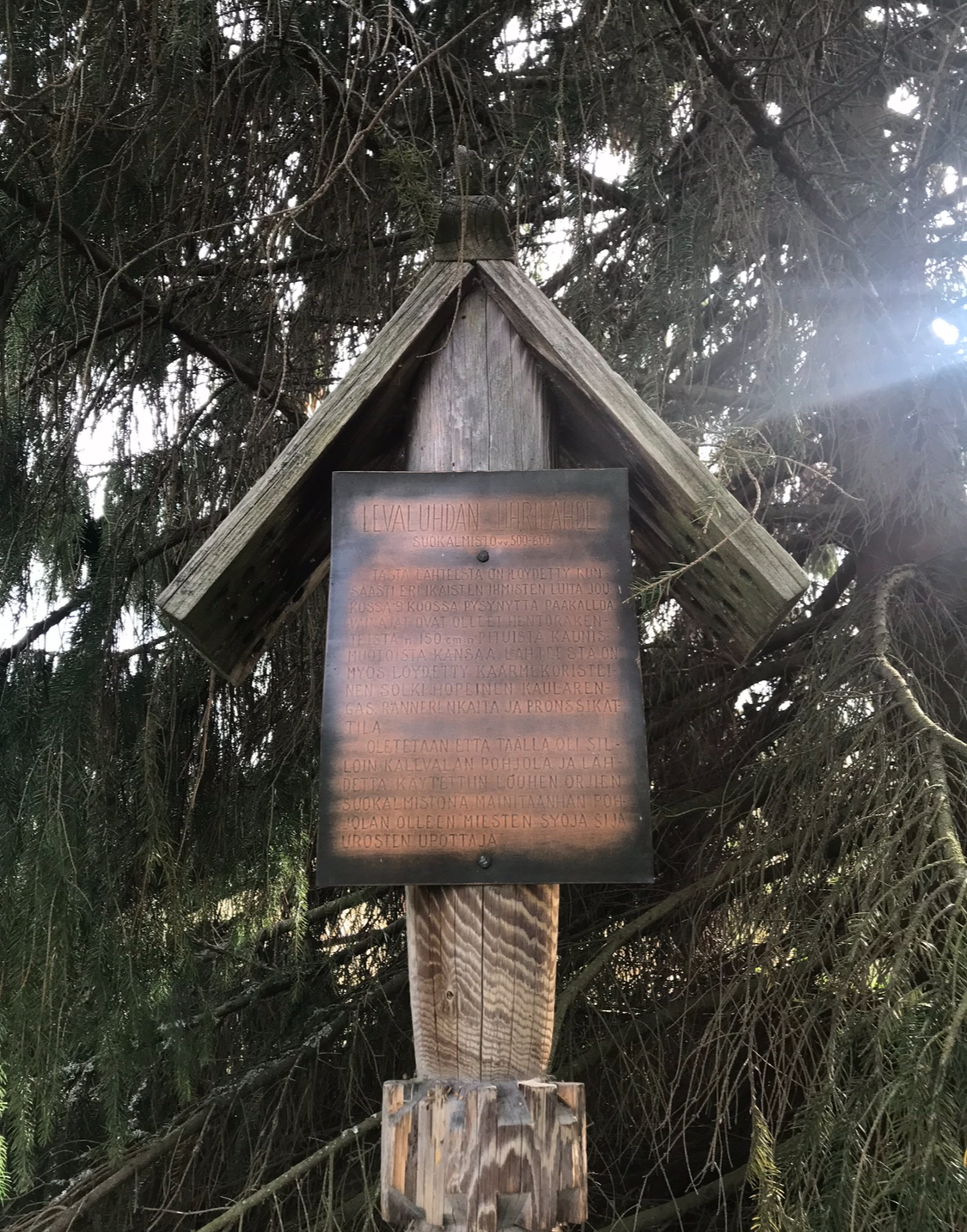
Minnesplatta vid Levänluhta.

Levänluhta har varit föremål för ett flertal utgrävningar alltsedan slutet av 1800-talet, senast på 1980-talet. Det finns otaliga tolkningar för platsen. Man har bland annat antagit att människorna skulle ha offrats, men de påvisar inga tecken på våld. Det är har även tagits fram att platsen använts som begravningsplats vid sjukdomsepidemier, hungersnöd eller liknande, men å andra sidan har man begravt där under en lång tid.

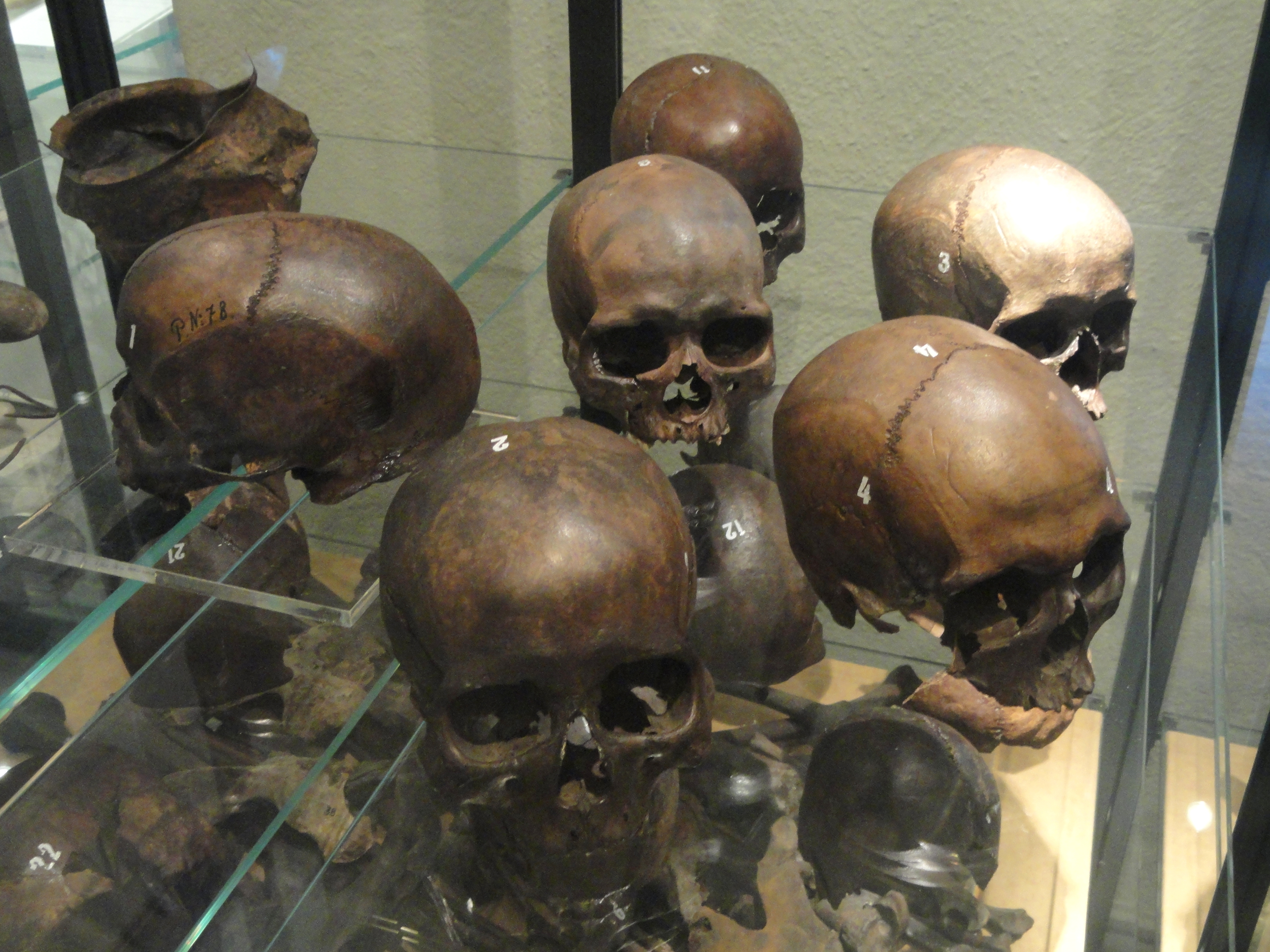
Skull från Levänluhta i Finlands nationalmuseum.

Vid nyare undersökningar av bäckenbenen har man tagit reda på att 4 av 5 av de döda varit kvinnor, nästan alla de övriga var barn, de yngsta inte mer än ett år gamla. Man har antagit att de begravda är finsk-ugriska kvinnor som troligen dött i sjukdom eller kanske till och med naturligt. Några ben bar spår av att ha kluvits på mitten, något som fick amatörforskare att misstänka kannibalism. Men vid nyare studier kan man snarare anta att benen spruckit på grund av tjälen efter att kvinnorna begravts. Dessutom togs jordprover i myren, vilket gav fynd av olika sjöväxter, till exempel näckrosor, men ingen mossa, ingen vitlav, inget som tyder på en myr. Man tror snarare att myren, då de döda sänkts ner i den, varit en något förslummad sjö med näckrosor. Vattnet färgas om våren rött på grund av den höga järnhalten i vattnet som oxideras i kontakt med luften. Den röda färgen kan eventuellt ses som symbolisk för kvinnor och fruktbarhet, en färg som skyddade kvinnor och barn. Att platsen varit en sjö förklarar mycket; bland annat varför enbart benen bevarats och inte hud, skinn eller inälvor. Det har helt enkelt inte funnits några av vitmossans bevarande humusämnen på platsen, om den varit en sjö.
Nya genetiska studier har påvisat att åtminstone en del av de begravda kvinnorna varit genetiskt lika dagens samer. En kvinna hade skandinaviskt ursprung.